# Płacz (brytyjski miniserial)
Płacz – czteroodcinkowy serial telewizyjny produkcji brytyjskiej stacji telewizyjnej BBC One, który jest luźną adaptacją powieści o tym samym tytule autorstwa Helen FitzGerald. Serial był emitowany od 30 września 2018 roku do 21 października 2018 roku przez BBC One. Natomiast w Polsce był od 23 października 2018 roku do 30 października 2018 roku przez Canal+ Seriale
Serial opowiada historię Joanny Lindsay, której dziecko zostało porwane w Australii.

## Obsada
- Jenna Coleman jako Joanna Lindsay
- Ewen Leslie jako Alistair Lindsay
- Asher Keddie jako Alexandra
- Stella Gonet jako Elizabeth
- Sophie Kennedy jako Kirsty
- Markella Kavenagh jako Chloe
- Alex Dimitriades jako detektyw Peter Alexiades
- Shareena Clanton jako detektyw Lorna Jones
- Shauna Macdonald jako dr Wallace
- Kate Dickie jako  Morven Davis
- David Elliot jako  Henry McCallum[

## Odcinki
| # | Tytuł     | Reżyseria    | Scenariusz       | Premiera w BBC One   | Premiera w Canal+ Seriale |
| - | --------- | ------------ | ---------------- | -------------------- | ------------------------- |
| 1 | Episode 1 | Glendyn Ivin | Jacquelin Perske | 30 września 2018     | 23 października 2018      |
| 2 | Episode 2 | Glendyn Ivin | Jacquelin Perske | 7 października 2018  | 23 października 2018      |
| 3 | Episode 3 | Glendyn Ivin | Jacquelin Perske | 14 października 2018 | 30 października 2018      |
| 4 | Episode 4 | Glendyn Ivin | Jacquelin Perske | 32 października 2018 | 30 października 2018      |

## Produkcja
24 sierpnia 2017 roku,  stacja BBC One ogłosiła zamówienie mini serialu.